# Strange Case of Dr Jekyll and Mr Hyde
Strange Case of Dr Jekyll and Mr Hyde (br: O Médico e o Monstro / pt: O Estranho Caso de Dr. Jekyll e Mr. Hyde/ O médico e o monstro) é uma novela gótica, com elementos de ficção científica e terror, escrita pelo autor escocês Robert Louis Stevenson e publicada originalmente em 1886. Na narrativa, um advogado londrino chamado Gabriel John Utterson investiga estranhas ocorrências entre seu velho amigo, Dr. Henry Jekyll, e o malvado Edward Hyde.
A obra é conhecida por sua representação vívida do fenômeno de múltiplas personalidades, quando em uma mesma pessoa existem tanto uma personalidade boa quanto má, ambas muito distintas uma da outra. O impacto do romance foi tal que se tornou parte do jargão inglês, com a expressão "Jekyll e Hyde" usada para indicar uma pessoa que age de forma moralmente diferente dependendo da situação.
Strange Case of Dr Jekyll and Mr Hyde foi um sucesso imediato e uma das obras mais vendidas de Stevenson. Adaptações teatrais começaram a ser encenadas em Londres um ano após seu lançamento, e a partir de então o livro inspirou a realização de diversos filmes e peças. O aclamado autor de literatura de terror Stephen King considerou a obra como um dos três grandes clássicos do gênero, sendo os outros dois Frankenstein e Drácula. A obra está em domínio público e está disponível gratuitamente na Internet em língua inglesa.

## Resumo da trama

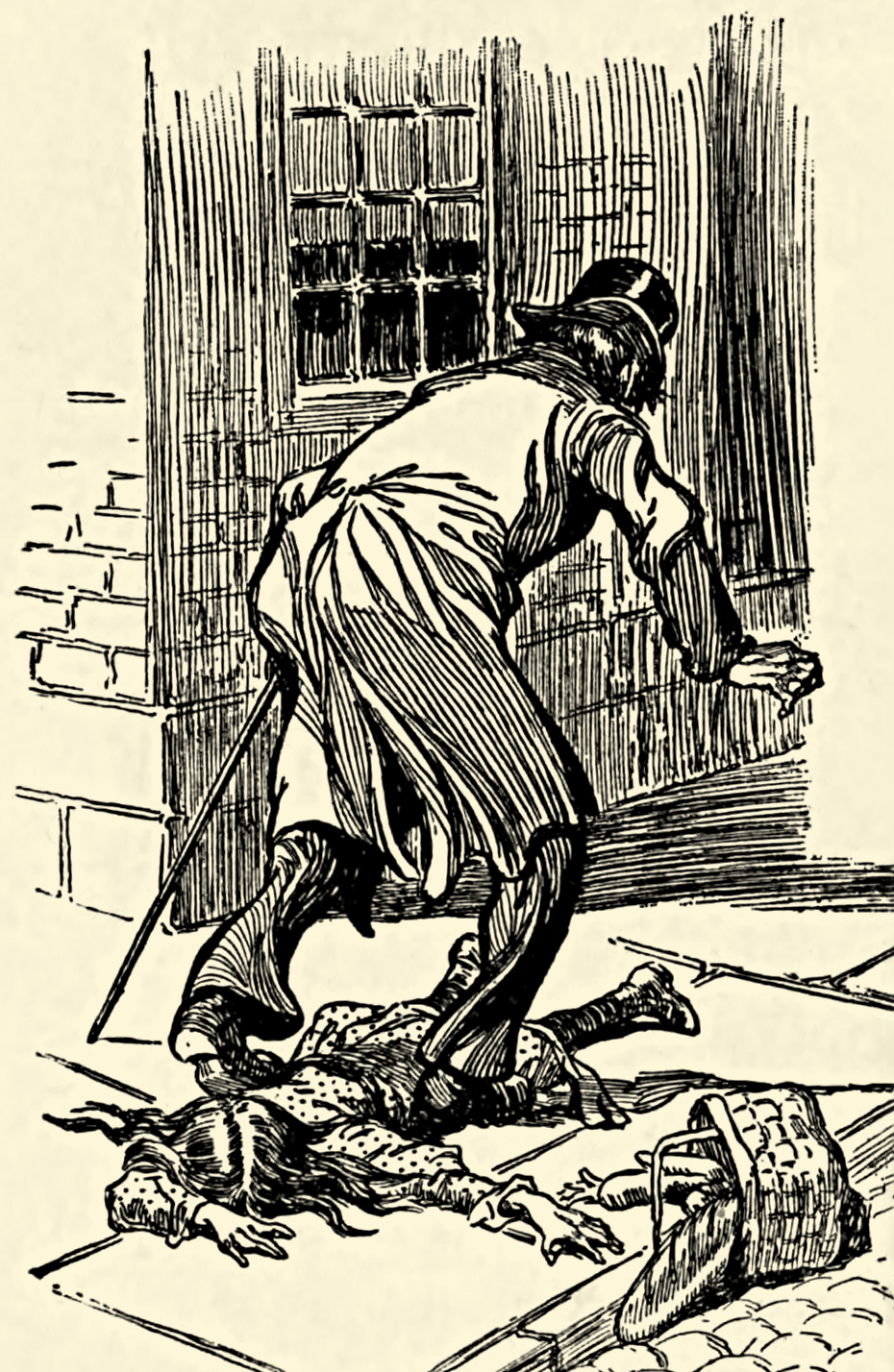
Ilustração de Charles Raymond Macauley para uma edição de 1904, de O médico e o monstro.

Em Londres, durante um passeio, Richard Enfield narra a seu parente, o advogado Gabriel John Utterson, um estranho encontro com uma figura sinistra chamada Mr. Hyde. Utterson se preocupa, pois recentemente seu cliente, o respeitável médico Dr. Henry Jekyll, tornou Hyde o beneficiário de seu testamento. Alguns dias depois, o advogado consegue se encontrar com Hyde e fica impressionado com sua feiura. Após um jantar em casa de Jekyll, Utterson discute o assunto com o médico, mas este garante que está tudo sob controle e não precisa se preocupar.
Um ano depois Hyde espanca um homem até a morte com uma bengala que Utterson presenteara a Jekyll. Acontecimentos estranhos se sucedem, culminando com a reclusão de Jekyll em seu laboratório. O mordomo pede socorro a Utterson, e os dois arrombam a porta do laboratório. Lá encontram o corpo de Hyde usando as roupas de Jekyll e uma carta deste explicando todo o mistério.
Na carta, Jekyll explica que, na tentativa de separar seu lado bom dos impulsos mais sombrios, descobriu uma poção que o transforma periodicamente numa criatura sem quaisquer escrúpulos, Mr. Hyde. No início, Jekyll se deleitava com a liberdade moral que tal ser possuía, mas, com o tempo, ele perdeu o controle sobre as transformações. O estoque da poção se esgotou, ele não estava conseguindo obter o ingrediente certo para recriá-la, e o médico sabia que da próxima vez em que se transformasse no monstro não haveria mais volta.